# Edgardo Grosso
Edgardo Roger Miguel Grosso (General Cabrera, 9 de agosto de 1933-9 de agosto de 2022), apodado Chiche, fue un político argentino perteneciente a la Unión Cívica Radical. Fue intendente de General Cabrera entre 1963 y 1967, senador provincial de 1973 a 1976, vicegobernador de la provincia de Córdoba en los periodos 1983-1987 y 1991-1995 y senador nacional de 1987 a 1991.

## Carrera política

### Intendente de General Cabrera 1963-1966
En 1963 Chiche Grosso fue elegido Intendente de General Cabrera, cargo que desempeñó hasta 1966. Este fue el primer cargo que obtuvo chiche, ya que en 1973 lograría ser electo como Senador provincial.

### Senador provincial 1973-1976
En el año 1973 Chiche fue elegido Senador provincial, cargo que desempeñaría hasta el golpe de estado militar de 1976. Luego aceptaría ser el candidato a Vicegobernador de la Unión Civica Radical para las elecciones para Gobernador de Córdoba de 1983.

### Vicegobernador de Córdoba 1983-1987
Edgardo Grosso aceptó ser el compañero de fórmula de Eduardo Angeloz y comenzaron a recorrer toda la provincia.
En diciembre de 1983 Edgardo Grosso se convirtió en el primer Vicegobernador de la provincia de Córdoba con el regreso de la democracia.

### Presidente del Comité Provincia
En 1987 fue elegido presidente del Comité Provincia de la UCR en Córdoba, cargo que desempeñó por tres años, hasta 1990 cuando era Senador Nacional.

### Senador Nacional 1987-1991
En 1987, Edgardo Grosso logró tener una banca en el Senado de la Nación al remplazar a Macario Carrizo, una banca que ocuparía hasta diciembre de 1991, cuando retomaría la vicegobernación de Córdoba.

### Elecciones internas de 1991
Antes de que terminara su segundo mandato, Eduardo Angeloz le pidió a Chiche que fuera su candidato a vicegobernador. Grosso estaba ocupando una banca como Senador de la Nación Argentina desde 1987 pero aceptó la propuesta. Sin embargo, tuvieron que entrar en internas, ya que Ramón Mestre buscaba la candidatura a gobernador de Córdoba entonces intendente de la capital provincial. En un comienzo Angeloz le había ofrecido a Mestre ser su candidato a vicegobernador, pero Mestre la rechazó porque quería la candidatura a la gobernación. Angeloz y Grosso vencieron con el 83% de los sufragios.

### Vicegobernador de Córdoba 1991-1995
En 1991, la fórmula Angeloz - Grosso volvió a ganar las elecciones como en 1983. Así Chiche volvió a ocupar por segunda vez la Vicegobernacion de Córdoba y el radicalismo gobernaría la Provincia por tercera vez. Pero esta vez habría cruces con el gobierno nacional, sobre todo con el Ministro de Economía, Domingo Cavallo.
Por esa razón ambos dimiteron en 1995. Angeloz llamó a elecciones en 1995 pero anunció que dejaría la Gobernación el 12 de julio de 1995 y que esa misma fecha asumiría el Gobernador electo. Grosso también dejó la vicegobernación en julio de 1995.

### Elecciones internas de 1998[2]
En el año 1998, Edgardo Chiche Grosso decide presentarse como precandidato a Gobernador de Córdoba, acompañado por Eduardo Capdevila la Línea Córdoba fue en alianza con el Modeso. Debió enfrentarse a Ramón Bautista Mestre que quería ir por su reelección pero esta vez acompañado por Miguel Ángel Abella.
La Línea Córdoba estaba pasando un momento difícil ya que su líder Eduardo Angeloz estaba siendo enjuiciado pero Angeloz había estado de acuerdo que Chiche le disputara la candidatura a Mestre ya que, según dijo éste tenía "una trayectoria impecable en la política, solo le falta gobernar".
La fórmula Mestre - Abella ganó las internas, pero muchos quedaron impresionados cuando vieron el 40% que había sacado la fórmula Grosso - Capdevila ya que creían que por lo mal que lo estaba pasando La Línea sacarían muchos menos votos.

### Diputado Nacional por Córdoba 1999-2003
Después de la interna para gobernador y haber sacado más del 40 % de los votos Chiche fue considerado como candidato a diputado nacional para encabezar la boleta, lo cual ocurriría y seria electo para el periodo 1999-2003.

## Resultados electorales

### Elecciones a la gobernación de Córdoba de 1983
| Fórmula                              | Partido                             | Votos   | Porcentaje |
| ------------------------------------ | ----------------------------------- | ------- | ---------- |
| Eduardo Cesar Angeloz Edgardo Grosso | Unión Cívica Radical                | 778.579 | 55.84      |
| Raúl Bercovich Rodríguez Alejo Simo  | Partido Justicialista               | 546.856 | 39.22      |
| Esteban Gorriti Diego M. Paschetta   | Movimiento Integración y Desarrollo | 22.879  |            |

### Elecciones internas de 1991
| Fórmula                              | Grupo interno                            | Votos | Porcentaje |
| ------------------------------------ | ---------------------------------------- | ----- | ---------- |
| Eduardo Cesar Angeloz Edgardo Grosso | Línea Córdoba                            |       | 83,00%     |
| Ramón Bautista Mestre Miguel Abella  | Movimiento de Participación y Renovación |       | 17,00%     |

### Elecciones a la gobernación de Córdoba de 1991
| Fórmula                                                | Partido                               | Votos   | Porcentaje |
| ------------------------------------------------------ | ------------------------------------- | ------- | ---------- |
| Eduardo Cesar Angeloz Edgardo Grosso                   | Unión Cívica Radical                  | 781.884 | 52,03      |
| José Manuel De la Sota Carlos Briganti                 | Partido Justicialista                 | 548.272 | 36,48      |
| Domingo A.Viale Luis Remedi                            | Union del Centro Democrático          | 32.945  |            |
| Raúl A. Bonadero Luis A, Rebora                        | Partido Humanista - Unidad Socialista | 11.992  |            |
| Miguel J. Rodríguez Villafañe Wadia Bacile de Salomone | Partido Demócrata Cristiano           | 10.877  |            |

### Elecciones internas de 1998[2]
| Fórmula                             | Grupo Interno]                           | Votos   | Porcentaje |
| ----------------------------------- | ---------------------------------------- | ------- | ---------- |
| Ramón Bautista Mestre Miguel Abella | Movimiento de Participación y Renovación | 104.947 | 59,02%     |
| Edgardo Grosso Eduardo Capdevila    | Línea Córdoba-Modeso                     | 60.057  | 40,13%     |

## Libros
(1994) "Edgardo Chiche Grosso - Acciones confesables" de Adriana Pérez.